# Hans Constantin Paulssen
Hans Constantin Paulssen (* 5. Juni 1892 in Weimar; † 18. Januar 1984 in Konstanz) war Industriemanager und Präsident der Bundesvereinigung der Deutschen Arbeitgeberverbände (BDA).

## Leben
Hans Constantin Paulssen war ein Sohn des ersten Ministerpräsidenten des Landes Thüringen, Arnold Paulssen. Nach dem Abitur an einem humanistischen Gymnasium in Weimar folgte ein juristisches Studium in Freiburg im Breisgau und Jena, welches er 1914 mit der Promotion in Jura abschloss. Nach dem Ersten Weltkrieg war er als Oberleutnant Führer des Freikorps-Bataillons Paulssen in Oberschlesien bis zu seinem Ausscheiden aus der Reichswehr 1920. In Breslau lernte er 1920 den Reichstagspräsidenten Paul Löbe kennen, mit dem er zeitlebens eine freundschaftliche Verbindung pflegte. In der Weimarer Republik gehörte er dem Deutschen Herrenklub an, einer einflussreichen Vereinigung hochgestellter konservativer Persönlichkeiten.
Sein Berufsleben begann er ohne kaufmännische Vorkenntnisse im Jahr 1920 als Aluminiumverkäufer bei den Aluminium-Walzwerken GmbH in Singen. Er bekam diese Stelle auf Vermittlung seines aus Kreuzlingen stammenden Schwiegervaters Otto Binswanger, der Mitglied im Verwaltungsrat der 1910 gegründeten Muttergesellschaft des Singener Betriebes, der Robert Victor Neher AG in Kreuzlingen war.
Bereits nach drei Jahren übernahm Paulssen die Geschäftsführung, der er bis 1963 angehörte. Bereits 1929 trat er auf Anraten von Bernhard Averbeck in den Aufsichtsrat der Sächsisch-Thüringischen Portland-Cement-Fabrik Prüssing & Co. KG a. A. in Göschwitz/Saale ein. 1939 wurde er auch Generaldirektor einer Holding der sechs im Machtbereich des Deutschen Reiches gelegenen Tochterunternehmen des Schweizer Mutterkonzerns. 1940 bekam er den Titel des Wehrwirtschaftsführers verliehen, ohne jemals Mitglied der NSDAP gewesen zu sein. Er hatte während der Kriegsjahre auf regionaler Ebene Funktionen im Lenkungsapparat der von Albert Speer geleiteten Rüstungsindustrie. In diesen Funktionen gelang es ihm die Produktion in seinen Werken, die ausschließlich kriegswichtige Güter produzierten, immens zu steigern.
Wegen dieser Tätigkeit wurde ihm nach dem Ende der Naziherrschaft für drei Jahre alle Leitungsfunktionen untersagt. 1948 übernahm er, als „Mitläufer“ eingestuft, wieder die Leitung der Singener Werke.
1948 wurde er von der Regierung zum Marshallplan-Beauftragten im damaligen Land Baden ernannt, 1949 wurde er Präsident der Industrie- und Handelskammer Konstanz und des Arbeitgeberverbandes der Badischen Eisen- und Metallindustrie in Freiburg.
Im Jahr 1954 war er Gründungsmitglied der Staatsbürgerlichen Vereinigung.
Seit 1963 übernahm er dann im Anschluss den Vorsitz des Aufsichtsrates der Aluminium-Walzwerke bis 1970. Als Nachfolger von Walter Raymond trat Hans Constantin Paulssen am 22. Januar 1954 in den Vorstand der Bundesvereinigung der Deutschen Arbeitgeberverbände ein, dessen Ehrenpräsident er bis zu seinem Tode war. Während seiner Amtszeit führte er in sozialer Partnerschaft mit den Gewerkschaften die Tarifverhandlungen. Am 25. Juni 1964 wurde Siegfried Balke Arbeitgeberpräsident.
Zu seinen Ämtern und sonstigen Tätigkeiten gehörte die Gründung und Präsidentschaft der deutsch-französischen Gesellschaft in Konstanz, die Gründung der Universität Konstanz, das Amt des Ehrensenators der Universität Freiburg im Breisgau und vieles mehr. Hans Constantin Paulssen war seit 1912 Mitglied des Corps Hasso-Borussia Freiburg. Beim Kösener Congress 1963 in Würzburg hielt er den Festvortrag. Von 1958 bis 1973 war er Mitglied des Kuratoriums der Friedrich-Naumann-Stiftung.
Verheiratet war Paulssen mit Hertha geb. Binswanger, der Tochter des Psychiaters Otto Binswanger. Mit ihr hatte er einen Sohn und zwei Töchter.

## Ehrungen
- 1953: Großes Verdienstkreuz der Bundesrepublik Deutschland
- 1955: Großes Verdienstkreuz mit Stern der Bundesrepublik Deutschland
- 1957: Großes Verdienstkreuz mit Stern und Schulterband der Bundesrepublik Deutschland
- 1962: Ehrenbürger der Stadt Singen (Hohentwiel)